# خابیر ریباس
خابیر ریباس (اسپانیایی: Xavier Ribas‎؛ زادهٔ ۱۶ فوریه ۱۹۷۶) بازیکن هاکی روی چمن اهل اسپانیا است که در مسابقات کشوری و بین‌المللی در مجموع برندهٔ ۲ مدال طلا، ۳ مدال نقره، ۲ مدال برنز شده است.

## بازی‌های المپیک
- سیدنی ۲۰۰۰، رتبه ۹
- آتن ۲۰۰۴، رتبه ۴
- پکن ۲۰۰۸، نقره المپیک

## جوایز
- مدال نقره نشان سلطنتی شایستگی ورزشی، اعطا شده توسط شورای عالی ورزش (۲۰۰۹)
- مدال طلای نشان سلطنتی شایستگی ورزشی، اعطا شده توسط شورای عالی ورزش (۲۰۱۱)